# Al Harker
Al Harker (ur. 11 kwietnia 1910 w Filadelfii, zm. 3 kwietnia 2006 w Camp Hill) – amerykański piłkarz, reprezentant kraju.

## Kariera klubowa
Urodził się w Filadelfii. Przygodę z futbolem rozpoczął w zespole uniwersyteckim Girard College. W 1929 został zawodnikiem Corinthians, lokalnej drużyny w Filadelfii. W 1930, przeszedł do Upper Darby, lecz po roku został piłkarzem Kensington Blue Bells. 
Od 1932 występował w drużynie Philadelphia German-Americans. W barwach tej drużyny zdobył National Amateur Cup w 1934 oraz National Challenge Cup w 1935. W 1941 zespół zmienił nazwę na Philadelphia Americans. W latach 1942, 1944 oraz 1947 Harker wraz z drużyną został mistrzem American Soccer League. W 1947 zakończył karierę piłkarską.

## Kariera reprezentacyjna
Harker został w 1934 powołany do składu USA na Mistrzostwa Świata. Nie wystąpił w spotkaniu z reprezentacją Włoch przegranym aż 1:7. W 1936 uczestniczył w Letnich Igrzyskach Olimpijskich, na których Amerykanie ponownie spotkali się z reprezentacją Włoch. Spotkanie to zakończyło się porażką Amerykanów 0:1.

## Po zakończeniu kariery
W 1979 został włączony do National Soccer Hall of Fame. Zmarł 3 kwietnia 2006 w Camp Hill w Pensylwanii, jako ostatni żyjący uczestnik Mistrzostw Świata 1934.

## Sukcesy
Philadelphia German-Americans
- National Amateur Cup (1) : 1934
- National Challenge Cup (1) : 1935

Philadelphia Americans
- American Soccer League (3) : 1942, 1944, 1947